# 川崎あゆみ
川崎 あゆみ（かわさき あゆみ、1991年10月4日 - ）は、日本の英語講師・ライター・グロバリ代表。

## 経歴・人物
神奈川県立厚木高等学校卒業後、アメリカ・Emporia State Universityに留学、2年半かつ準首席の成績にて卒業。TESOL(英語教授法)修士号取得。
卒業・帰国後はアメリカ留学最大手の栄陽子留学研究所勤務を経て、国際開発センターに勤務。その後もマレーシア大学専属留学コンサルタントとして留学生を輩出した。
2015年8月にフリーランスとして独立。プライベート英語レッスンや企業、短大、予備校にて英語/コミュニケーション講師を務め、また大臣や県知事の通訳をおこなう。
留学の専門家としての講演を行う。グロバリを創業。
2025年3月7日、日本実業出版社から出版した『英語が日本語みたいに出てくる頭のつくり方』が「Amazon.co.jpの英語リスニングの売れ筋ランキング」で第1位を獲得。ジュンク堂書店池袋本店学習書ランキング第1位を獲得。丸善丸の内本店週間ベストランキング・ノンフィクション部門で第2位を獲得。
プレジデントオンラインで記事執筆中。

## 著作
- 『英語が日本語みたいに出てくる頭のつくり方』（2025年3月7日、日本実業出版社）